# Ermita de Jesús (Villanueva de Córdoba)

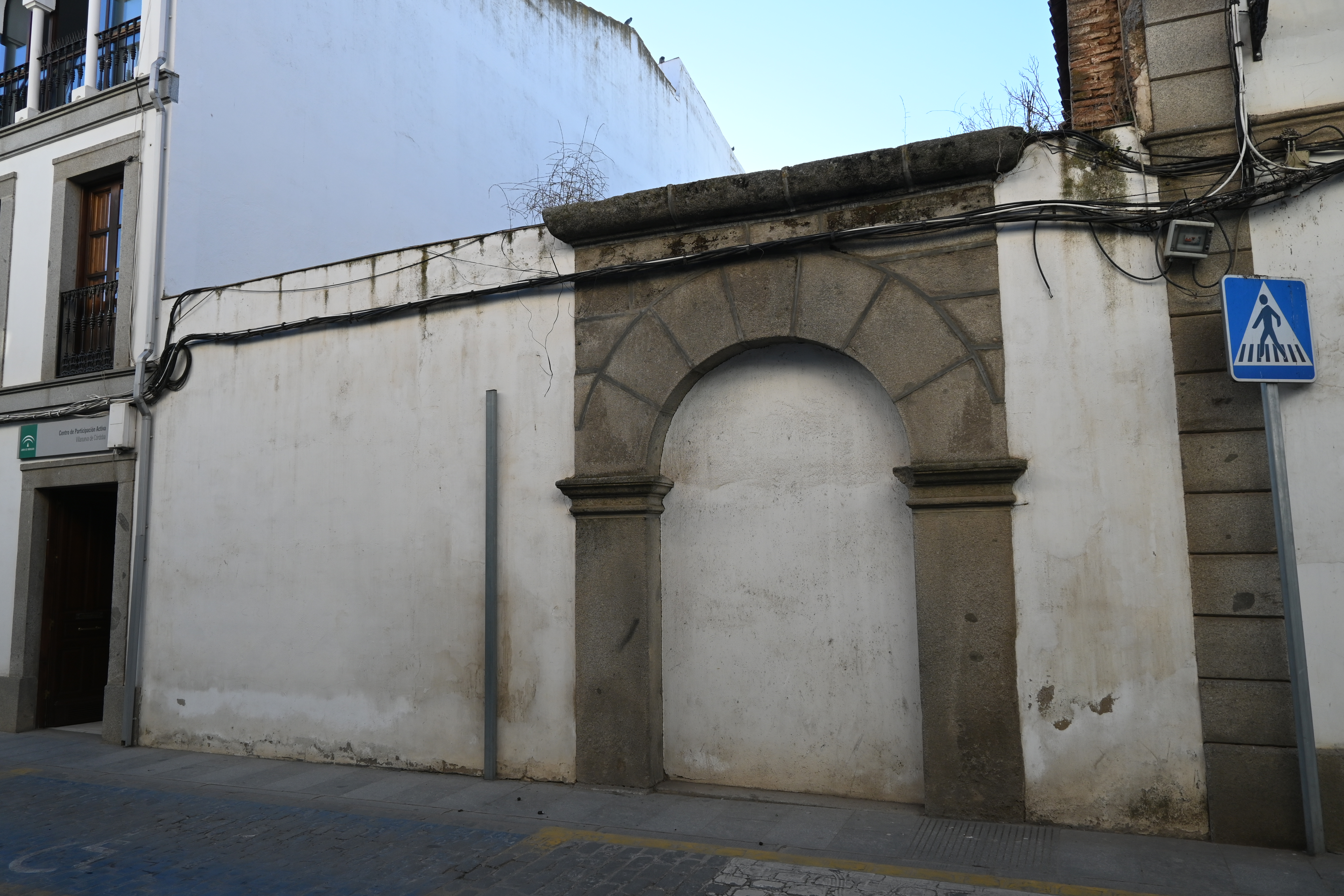
Portada de la ermita de Jesús (Villanueva de Córdoba)

La ermita de Jesús fue un edificio religioso desaparecido que se encontraba en la calle Real de Villanueva de Córdoba, y del que en la actualidad solo se conserva la portada. Databa del siglo XVI.

## Descripción
La ermita de Jesús de la localidad de Villanueva de Córdoba, hoy desaparecida, estaba situada en la calle Real, enfrente de donde hoy se alza el Restaurante Las Columnas. Debió de iniciarse su construcción a principios del siglo XVI, aunque se desconoce la fecha exacta. 
En el siglo XVI existía en el municipio una hermandad conocida como "Cofradía del Nombre de Jesús", que tenía a su cargo el Hospital de la Santa Caridad, desaparecido en la actualidad, que se encontraba al lado de la Ermita de Jesús. La cofradía anteriormente mencionada también tenía a su cargo la Ermita de Jesús, cuya edificación fue costeada por los miembros de dicha cofradía. Había en el interior de la ermita una pila de agua bendita, de mármol, en la que se hallaba inscrita la fecha "1657", que debía corresponder al año en que fue colocada. 
La Escuela de Cristo, hermandad extendida por toda España, tenía su sede en Villanueva de Córdoba en la desaparecida ermita de Jesús, habiendo sido aprobado el establecimiento de la hermandad en la localidad en el siglo XVII. La Escuela de Cristo estaba compuesta por doce miembros, varones en memoria de los doce Apóstoles. Practicaban una rigurosa disciplina en sus oraciones y sacrificios. En Villanueva de Córdoba, la Escuela de Cristo desapareció a principios del siglo XX. 
En 1899 se confirmó la propiedad del obispado de Córdoba sobre la sacristía y la casa del santero de la ermita, que aún subsistían, pero el resto de la parcela que lindaba con la ermita pasó a ser propiedad del Ayuntamiento de la localidad. En dicha parcela se construyó una escuela de párvulos y una casa para la maestra. 
En la ermita de Jesús se custodiaban, entre otras, las imágenes de Nuestro Padre Jesús Nazareno, la Virgen de los Dolores y el Santo Sepulcro, adquiridas todas ellas en la década de 1820. Dichas imágenes, junto con la propia ermita de Jesús, que fue convertida en refugio antiaéreo, fueron destruidas en julio de 1936, al comienzo de la guerra civil española. Tras ésta, y según relata Juan Ocaña Torrejón en su obra Callejero de Villanueva de Córdoba solo se conservaba del interior de la ermita el crucero del altar. El estado en que se encontraba aconsejó su venta y en 1964 fue adquirida por Bartolomé Torrico Martos. Años después, la viuda del propietario, Antonia Torrico Ayllón, destruyó toda la obra del refugio antiaéreo, construido por los republicanos, conservándose desde entonces únicamente la portada de la ermita y el crucero, en el interior.